# ويليام كامبيل
وليام ف. «بيل» كامبل (بالإنجليزية: William Campbell)‏ (ولد 31 أغسطس 1940 - 18 أبريل 2016) هو رجل أعمال أمريكي الذي يرأس حالياً شركة انتويت، ومدير مجلس إدارة شركة أبل، وقد عمل سابقاً لِصالح شركة أبل كـ نائب رئيس الشركة للتسويق، ورئيس تنفيذي لشركتي كلاريس وجو.